# San Tammaro
San Tammaro é uma comuna italiana da região da Campania, província de Caserta, com cerca de 4400 habitantes. Estende-se por uma área de 36 km², tendo uma densidade populacional de 122 hab/km². Faz fronteira com Capua, Casal di Principe, Casaluce, Frignano, Santa Maria Capua Vetere, Santa Maria la Fossa, Villa di Briano.

## Demografia
| Variação demográfica do município entre 1861 e 2011                               |
|                                                                                   |
| Fonte: Istituto Nazionale di Statistica (ISTAT) - Elaboração gráfica da Wikipedia |